# Morris Ankrum
Morris Winslow Ankrum (* 28. August 1896 in Danville, Illinois als Morris Nussbaum; † 2. September 1964 in Pasadena, Kalifornien) war ein US-amerikanischer Charakterdarsteller, der im Radio sowie in Film und Fernsehen tätig war, Jurist und Hochschullehrer.

## Leben

### Frühes Leben
Morris Ankrum wurde als Morris Nussbaum in Danville im Vermilion County im Osten von Illinois geboren. Ankrum schlug zunächst eine akademische Laufbahn ein. Nach seinem Jura-Abschluss an der University of Southern California wurde er Associate Professor (Assistenzprofessor) im Fach Wirtschaftswissenschaft an der University of California, Berkeley. Während seiner Zeit in Berkeley engagierte er sich im dortigen Theater und unterrichtete später Schauspiel und Regie im Pasadena Playhouse. Eine juristische oder akademische Laufbahn gab er in den 1920er-Jahren zugunsten der professionellen Schauspielerei auf.
Von 1923 bis 1939 trat er in verschiedenen Broadway-Bühnenproduktionen wie Gods of the Lightning, The Big Blow und Within the Gates auf.

### Filmkarriere
Vor seiner Arbeit mit Paramount Pictures in den 1930er Jahren änderte Nussbaum seinen Familiennamen in Ankrum. Während seiner Arbeit mit dem Studio verwendete er anfangs den Künstlernamen „Stephen Morris“. Im Jahr 1939 änderte er ihn in Morris Ankrum.
Ankrum spielte in mehr als 150 Filmen, darunter häufiger B-Movies, und erhielt insbesondere Nebenrollen als Autoritätsperson. So verkörperte er beispielsweise Wissenschaftler, Soldaten höherer Dienstgrade (insbesondere als United-States-Army-Offizier), Geschworene, Staatsanwälte, Richter, Ärzte, Universitätsdekane und Psychiater. Mit dem Südstaaten-Politiker Jefferson Davis in der Metro-Goldwyn-Mayer Produktion von Tennessee Johnson (1942), einer Filmbiografie über den 17. US-Präsidenten Andrew Johnson, verkörperte er dabei auch eine historische Persönlichkeit. Ankrums Filmkarriere war umfangreich und dauerte 30 Jahre an. 
Ankrum spielte häufiger in Western und Science-Fiction Filmen mit. Im Westerngenre spielte er etwa in Ride 'Em Cowboy (1942), in Vera Cruz (1954) an der Seite von Gary Cooper und Burt Lancaster, Massai (1954) und in Königin der Berge (1954) mit Barbara Stanwyck und Ronald Reagan in den Hauptrollen.
Im Science-Fiction-Genre trat er in Rakete Mond startet (1950), als Marsianer in Flight to Mars (1951), Red Planet Mars (1952) als Verteidigungsminister der Vereinigten Staaten; dem Kultfilm Invasion vom Mars (1953), in dem er einen United States Army Officer spielt, und als Army General in Fliegende Untertassen greifen an (1956) auf. 1957 spielte er einen Psychiater in dem Science-Fiction-Kultfilm-Klassiker Kronos und hatte in Filmen wie Beginning of the End und Angriff der Riesenkralle Rollen als Militäroffizier.

### Spätes Leben
Ab Ende der 1950er-Jahre drehte er weniger Filme und verlegte sich stattdessen auf Rollen in Fernsehserien. In der Folge Sontag and Evans der 39-teiligen Fernsehserie Eisenbahndetektiv Matt Clark spielte Ankrum den Geschäftsmann Christopher Evans. Nachdem Evans Streitigkeiten mit einer Eisenbahngesellschaft hat, steigt er in die Kriminalität ein und überfällt zusammen mit seinem jungen Partner John Sontag, gespielt von John Smith, Züge. Die Folge basiert auf Frank Norris’ Muckraker-Roman The Octopus: A Story of California.
In der Zeit von 1957 bis zu seinem Tod im Jahr 1964 hatte Ankrum 22 Auftritte als einer von mehreren Richtern in der CBS-Fernsehserie Perry Mason. Die Serie endete zwei Jahre später.
Ankrum spielte in Westernserien wie Bronco, Maverick, Tausend Meilen Staub, und Westlich von Santa Fé. Am 15. Oktober 1957 hatte Ankrum eine Hauptrolle in der Folge The Strange Land in der ABC/Warner Bros Westernserie Sugarfoot mit Will Hutchins. Ankrum spielte einen verbitterten Farmer namens Cash Billings, der dem bewaffneten Räuber Burr Fulton (gespielt von Rhodes Reason) begegnet. Ankrum trat 1959 in der Sugarfoot-Folge The Wild Bunch erneut als John Savage auf. 1961 spielte er in der Folge Incident at Dawson Flats der ABC Westernserie Cheyenne mit Clint Walker in der Hauptrolle wieder einen Farmer.
Ankrum übernahm gelegentlich auch ungenannte Rollen in verschiedenen Roger-Corman-Filmen. Während seiner Arbeit in Film und Fernsehen beteiligte sich Ankrum im Theater und führte bei Theaterstücken im Pasadena Playhouse Regie.

### Privatleben
Morris Ankrum war mit Gillian Gilbert verheiratet. Nach ihrer Scheidung heiratete Morris die Schauspielerin Joan Wheeler und bekam mit ihr zwei Kinder, den Schauspieler David Ankrum und Barbara Ankrum.

### Tod
Am 2. September 1964 starb Ankrum an einer Trichinellose im Alter von 68 Jahren. Zu dieser Zeit war er an Raymond Burrs Fernsehserie Perry Mason beteiligt. Sein letzter Auftritt in Perry Mason, in der Folge The Case of the Sleepy Slayer, und sein letzter Film, Guns of Diablo, in dem er Ray Macklin spielte, wurden nach seinem Tod in den Jahren 1964 und 1965 veröffentlicht.
Morris Ankrum wurde auf dem Spring Hill Cemetery in Danville, Illinois bestattet.

## Filmografie (Auswahl)
- 1933: Rendez-vous in Wien (Reunion in Vienna)
- 1934: Wir senden Sonne (Stand Up and Cheer!)
- 1936: Aufruhr in Mesa Grande (Hopalong Cassidy Returns)
- 1936: Wildwest-Banditen (Trail Dust)
- 1937: Die Todesranch (North of the Rio Grande)
- 1940: Drei Männer aus Texas (Three Men from Texas)
- 1941: Todeskarawane (Doomed Caravan)
- 1941: Cheers for Miss Bishop
- 1941: Piraten zu Pferde (Pirates on Horseback)
- 1941: Die Wölfe von Kansas (Wide Open Town)
- 1941: This Woman Is Mine
- 1941: I Wake Up Screaming
- 1942: Helden im Sattel (Ride 'Em Cowboy)
- 1942: Roxie Hart
- 1942: 10 Leutnants von West-Point (Ten Gentlemen from West Point)
- 1942: Sechs Schicksale (Tales of Manhattan)
- 1942: Tennessee Johnson
- 1942: Reunion in France
- 1943: Und das Leben geht weiter (The Human Comedy)
- 1943: Best Foot Forward
- 1944: Main Street Today (Kurzfilm)
- 1944: Der Kalif von Bagdad (Kismet)
- 1944: Dreißig Sekunden über Tokio (Thirty Seconds Over Tokyo)
- 1944: Dark Shadows (Kurzfilm)
- 1945: Mann ohne Herz (Adventure)
- 1945: Der dünne Mann kehrt heim (The Thin Man Goes Home)
- 1946: The Harvey Girls
- 1946: Das Vermächtnis (The Green Years)
- 1946: Im Netz der Leidenschaften (The Postman Always Rings Twice)
- 1946: Held auf vier Pfoten (Courage of Lassie)
- 1946: Der unbekannte Geliebte (Undercurrent)
- 1947: Die Dame im See (Lady in the Lake)
- 1947: Endlos ist die Prärie (The Sea of Grass)
- 1947: Cynthia
- 1947: Desire Me
- 1947: Good News
- 1947: Anklage: Mord (High Wall)
- 1948: Johanna von Orleans (Joan of Arc)
- 1948: Wir waren uns fremd (We Were Strangers)
- 1949: Die Goldräuber von Tombstone (Bad Men of Tombstone)
- 1949: Vogelfrei (Colorado Territory)
- 1949: Ein Mann wie Sprengstoff (The Fountainhead)
- 1949: Sturmflug (Slattery’s Hurricane)
- 1950: Des Teufels Pilot (Chain Lightning)
- 1950: Borderline
- 1950: Im Solde des Satans (The Damned Don’t Cry)
- 1950: Ein einsamer Ort
- 1950: Rakete Mond startet (Rocketship X M)
- 1950: Unter Einsatz des Lebens (Southside 1-1000)
- 1951: Der Revolvermann (The Redhead and the Cowboy)
- 1951: Bomba, der Rächer (The Lion Hunters)
- 1951: Den Hals in der Schlinge (Along the Great Divide)
- 1951: Verfolgt (Tomorrow is Another Day)
- 1951: Flight to Mars
- 1951: Spione, Liebe und die Feuerwehr (My Favorite Spy)
- 1952: Meuterei auf dem Piratenschiff (Mutiny)
- 1952: Endstation Mars (Red Planet Mars)
- 1952: Der Sohn von Ali Baba (Son of Ali Baba)
- 1952: Gier nach Gold (The Raiders)
- 1952: Aus Liebe zu Dir (Because of You)
- 1953: Der Rebell von Kalifornien (The Man Behind the Gun)
- 1953: I Beheld His Glory
- 1953: Fort der Rache (Fort Vengeance)
- 1953: Invasion vom Mars (Invaders from Mars)
- 1953: Arena
- 1953: Hölle der Gefangenen (Devil’s Canyon)
- 1953: Unternehmen Panthersprung (Flight Nurse)
- 1954: Drei aus Texas (Three Young Texans)
- 1954: Taza, der Sohn des Cochise (Taza, Son of Cochise)
- 1954: Karawane westwärts (Southwest Passage)
- 1954: Adlerschwinge (Drums Across the River)
- 1954: Der Empörer (The Saracen Blade)
- 1954: Stadt der Verdammten (Silver Lode)
- 1954: Fliegende Hufe (The Outlaw Stallion)
- 1954: Massai (Apache)
- 1954: Two Guns and a Badge
- 1954: Königin der Berge (Cattle Queen of Montana)
- 1954: Vera Cruz
- 1954–1955: Big Town (Fernsehserie, 6 Folgen)
- 1955: Ein Mann liebt gefährlich (Many Rivers to Cross)
- 1955: Eisenbahndetektiv Matt Clark (Stories of the Century) (Fernsehserie, Folge 2x08 Sontag and Evans)
- 1955: Jupiters Liebling (Jupiter’s Darling)
- 1955: Straße des Terrors (Crashout)
- 1955: Der Speer der Rache (Chief Crazy Horse)
- 1955: Unternehmen Pelikan (The Eternal Sea)
- 1955: Soldiers of Fortune (Fernsehserie, Folge 1x23 Run 'Till You Die)
- 1955: Die Barrikaden von San Antone (The Last Command)
- 1955: Todesfaust (Tennessee’s Partner)
- 1956: Verraten und verkauft (Quincannon, Frontier Scout)
- 1956: Fliegende Untertassen greifen an (Earth vs. the Flying Saucers)
- 1956: Ritt in den Tod (Walk the Proud Land)
- 1956–1958: Climax! (Fernsehserie, 5 Folgen)
- 1956–1961: Cheyenne (Fernsehserie, 4 Folgen)
- 1957: Kronos
- 1957: Angriff der Riesenkralle (The Giant Claw)
- 1957: West Point (Fernsehserie, Folge 1x39 Pressure)
- 1957: Beginning of the End
- 1957: Sturm über Persien (Omar Khayyam)
- 1957: Dezernat M (M Squad) (Fernsehserie, 4 Folgen)
- 1957–1959: Sugarfoot (Fernsehserie, zwei Folgen)
- 1957–1960: Maverick (Fernsehserie, zwei Folgen)
- 1957–1961: Tales of Wells Fargo (Fernsehserie, zwei Folgen)
- 1957–1964: Perry Mason (Fernsehserie, 22 Folgen)
- 1958: Abenteuer unter Wasser (Hunt) (Fernsehserie, Folge 1x05 The Sea Sled)
- 1958: Bis zur letzten Patrone (The Saga of Hemp Brown)
- 1958–1961: Bronco (Fernsehserie, 5 Folgen)
- 1958: Brückenkopf Tarawa (Tarawa Beachhead)
- 1958: Hart am Wind (Twilight for the Gods)
- 1958: In den Klauen des Giganten (Giant from the Unknown)
- 1958: Rin-Tin-Tin (The Adventures of Rin Tin Tin) (Fernsehserie, 6 Folgen)
- 1958: Der Satan mit den tausend Masken (How to Make a Monster)
- 1958: Der Teufel holt sie alle (Badman’s Country)
- 1958: Von der Erde zum Mond (From the Earth to the Moon)
- 1959: Northwest Passage (Fernsehserie, Folge 1x18 Dead Reckoning)
- 1959: Union Pacific (Fernsehserie, Folge 1x21 Pawnee Bill)
- 1959: Lawman (Fernsehserie, Folge 1x28 The Young Toughs)
- 1959–1961: Tausend Meilen Staub (Rawhide) (Fernsehserie, zwei Folgen)
- 1959–1961: Westlich von Santa Fé (The Rifleman) (Fernsehserie, zwei Folgen)
- 1960: Rauchende Colts (Gunsmoke) (Fernsehserie, Folge 5x36 The Bobsy Twins)
- 1962: Bonanza (Fernsehserie, Folge 3x27 Überfall in Alkali)
- 1962: Der Massenmörder von London (Tower of London)
- 1963: Der Mann mit den Röntgenaugen (X)
- 1964: Stunde der Entscheidung (Kraft Suspense Theatre) (Fernsehserie, Folge 1x13 Who Is Jennifer?)
- 1965: … und knallten ihn nieder (Guns of Diablo)